# Give Me the Night
《Give Me the Night》는 미국의 재즈 기타리스트이자 가수인 조지 벤슨이 1980년 8월 9일에 녹음하고 발매한 음반이다.

## 평가
| 전문가 평가                         | 전문가 평가 |
| 평가 점수                           | 평가 점수   |
| 출처                                | 점수        |
| ----------------------------------- | ----------- |
| Allmusic                            | [ 1 ]       |
| The Rolling Stone Jazz Record Guide | [ 2 ]       |

1980년 여름에 발매된 〈Give Me the Night〉는 퀸시 존스가 프로듀싱하고 워너 브라더스 레코드와 함께 존스의 신생 레이블인 큐웨스트 레코드에 발매되었다. 이 곡은 빌보드 200 차트 3위뿐만 아니라 톱 솔 음반과 재즈 음반 차트에서 모두 1위를 차지했다.
이 음반의 성공은 주로 〈Give Me the Night〉라는 제목의 리드 싱글이 솔 싱글 차트에서 1위를 차지했기 때문이다. 이 음반의 또 다른 선곡인 〈Moody's Moody〉는 R&B 가수 패티 오스틴과 함께 녹음되었다. 미국 음반 산업 협회에 의해 플래티넘 인증을 받은 《Give Me the Night》는 퀸시 존스가 벤슨을 위해 프로듀싱한 유일한 음반이다.
이 음반은 1981년 그래미 어워드를 3번 수상했고, 〈Moody's Mood〉는 재즈 보컬 퍼포먼스, 〈Off Broadway〉는 R&B 인스트루멘탈 퍼포먼스를 받았다. 퀸시 존스와 제리 헤이는 또한 〈Dinorah, Dinorah〉라는 곡으로 그래미 어워드 최우수 인스트루멘탈 편곡상을 수상했다.

## 곡 목록
| #   | 제목                                 | 작사·작곡                        | 재생 시간 |
| --- | ------------------------------------ | -------------------------------- | --------- |
| 1.  | 〈Love X Love〉                      | 로드 템퍼튼                      | 4:45      |
| 2.  | 〈Off Broadway〉                     | 템퍼튼                           | 5:23      |
| 3.  | 〈Moody's Mood〉 (Feat. 패티 오스틴) | 에디 제퍼슨, 제임스 무디         | 3:24      |
| 4.  | 〈Give Me the Night〉                | 템퍼튼                           | 5:01      |
| 5.  | 〈What's on Your Mind〉              | 글렌 발라드, 케리 채터           | 4:02      |
| 6.  | 〈Dinorah, Dinorah〉                 | 이반 린스, 비토 마틴스           | 3:39      |
| 7.  | 〈Love Dance〉                       | 린스, 길슨 페란제타, 폴 윌리엄스 | 3:18      |
| 8.  | 〈Star of a Story (X)〉              | 템퍼튼                           | 4:42      |
| 9.  | 〈Midnight Love Affair〉             | 호크 월린스키                    | 3:31      |
| 10. | 〈Turn Out the Lamplight〉           | 템퍼튼                           | 4:43      |

## 인증
| 국가                       | 인증     | 판매량/출하량 |
| -------------------------- | -------- | ------------- |
| 오스트레일리아 (ARIA)      | 플래티넘 | 50,000^       |
| 일본                       | —        | 74,750        |
| 뉴질랜드 (RMNZ)            | 플래티넘 | 15,000^       |
| 영국 (BPI)                 | 플래티넘 | 300,000^      |
| 미국 (RIAA)                | 플래티넘 | 1,000,000^    |
| ^출하량을 기반으로 한 인증 |          |               |